# En stærkere Magt
En stærkere Magt er en dansk stumfilm fra 1914, der er instrueret af Hjalmar Davidsen efter manuskript af Harriet Bloch.

## Handling
Denne artikel mangler et handlingsreferat. Hjælp os med at skrive det.

## Medvirkende
- Olaf Fønss - Egil Holck, bankkasserer
- Christel Holch - Ulla, Egils hustru
- Augusta Blad - Ebba Kragh, koncertsangerinde, Ullas ven
- Enoch Aagaard - Godsejer Rée, Holbøllegård
- Svend Rindom - Journalist
- Frederik Jacobsen - Arendt, bankdirektør
- Vita Blichfeldt
- Ingeborg Olsen
- Charles Willumsen
- Ingeborg Jensen
- Peter Jørgensen
- Johanne Krum-Hunderup